# دانیله آلابیزو
دانیله آلابیزو (ایتالیایی: Daniele Alabiso؛ زادهٔ ۷ فوریهٔ ۱۹۲۵) تدوین‌گر اهل ایتالیا است.

## گزیدهٔ فیلم‌شناسی
- ریمینی ریمینی - یک سال بعد (۱۹۸۸)
- شبح مرگ (۱۹۸۸)
- بانوی شب (۱۹۸۶)
- علاءالدین (۱۹۸۶)
- پلیس‌های فوق‌العاده میامی (۱۹۸۵)
- گربه و سگ (۱۹۸۳)
- عجب بساطیه… با پیرنو! (۱۹۸۲)
- آفرین به فک (۱۹۸۲)
- قتل در گورستان اتروسک (۱۹۸۲)
- خانم دکتر روستا (۱۹۸۱)
- فضول (۱۹۸۱)
- بازی‌های عاشقانه سیندی (۱۹۷۹)
- ایتالیای کوچک (۱۹۷۸)
- دخترک سرباز در مانورهای بزرگ نظامی (۱۹۷۸)
- دخترک سرباز در دیدار نظامی (۱۹۷۷)
- مسالینا، مسالینا! (۱۹۷۷)
- هولوکاست جنگل (۱۹۷۷)
- گروه ضربت (۱۹۷۶)
- معلم علوم تجربی (۱۹۷۶)
- اعترافات یک پلیس زن (۱۹۷۶)
- خانم دکتر بیمارستان ارتش (۱۹۷۶)
- کالبدگشایی (۱۹۷۴)
- تابستان زیبا (۱۹۷۴)
- به من میگن پاگنده (۱۹۷۳)
- آن دوران که به زن‌ها باکره می‌گفتند (۱۹۷۲)
- کماندوها (۱۹۶۸)
- هزینه گزافی برای جانم خواهم داد (۱۹۶۸)
- با صدای لوپارا (۱۹۶۷)